# 2008 no ciclismo
Cronologia do ciclismo
2007 no ciclismo - 2008 no ciclismo - 2009 no ciclismo
Os factos marcantes do ano 2008 no ciclismo.

## Por mês

### Janeiro
- 8 de janeiro : dois rastros de anfetaminas estão encontradas no sangue de Stefan Schumacher durante um controle sanguíneo realizado após um acidente de circulação em 7 de outubro de 2007.[1] Não fará no entanto parte de objeto de perseguição disciplinária, porque tratar-se-ia de um consumo de anfetaminas fora dos períodos de competição.

- 9 de janeiro : Bridie O'Donnell torna-se campeã da Austrália contrarrelógio.[2]

- 10 de janeiro : Adam Hansen consegue o campeonato da Austrália da contrarrelógio.

- 11 de janeiro : controle positivo à testosterona durante a Flecha Wallonne de 2007, Matthias Kessler é suspenso dois anos.[3]

- 12 de janeiro : a prova em linha feminina dos campeonatos da Austrália está vencida por Oenone Wood.

- 13 de janeiro :
  - Matthew Lloyd adjudica-se o título de campeão da Austrália em estrada.
  - Lars Boom consegue o ciclocross de Liévin, oitava série da copa do mundo.

- 14 de janeiro : após ter anunciado a sua intenção de sentir os corredores, médicos e dirigentes desportistas implicados no caso Puerto, o Comitê Olímpico Nacional Italiano (CONI), pela voz do seu promotor anti-dopagem Ettore Torri, evoca a eventualidade de uma proibição de correr em Itália para os corredores cujas responsabilidades estariam estabelecidas.[4]

- 18 de janeiro : o diário desportista italiano La Gazzetta dello Sport anuncia o regresso do sprinter Mario Cipollini à competição, depois de para perto de três anos de inatividade, nas fileiras da equipa continental americana Rock Racing.[5]

- 20 de janeiro :
  - Lilian Jégou (La Française des Jeux) ganha a Tropicale Amissa Bongo.
  - A última prova da copa do Mundo de Ciclocross em Hoogerheide vê a vitória de Lars Boom.

- 23 de janeiro : os organizadores do Campeonato de Zurique, prova do ProTour anulada em 2007, anunciam o seu regresso em setembro 2008 no circuito feminino.[6]

- 24 de janeiro : o corredor belga Björn Leukemans está suspenso para dois anos pela comissão disciplinaria da Comunidade flamenca devido a um controle positivo à testosterona.[7]

- 27 de janeiro :
  - O sprinter alemão André Greipel (Team High Road) consegue o Tour Down Under, primeira carreira ProTour da temporada, que se adjudica quatro das seis etapas.
  - Hanka Kupfernagel é consagrada campeã do mundo de ciclocross para a quarta vez. A prova masculina destas campeonatos mundiais vê a vitória do neerlandês Lars Boom, pondo final a sete anos de domínio dos corredores belgas.
  - O Volta à Baixa-Saxônia, que tinha que estar disputado ao mês de abril, está anulado.[8]

- 28 de janeiro : o antigo vice-campeão de mundo de ciclocross Tom Vannoppen, que tem confessado ter consumido da cocaína, está excluído da equipa AVB.[9]

- 29 de janeiro : a carreira alemã Rund um die Hainleite desaparece do calendário do UCI Europe Tour para resultar a última etapa da Volta de Turingia, prova reservada aos corredores de menos de 23 anos.[10]

- 30 de janeiro : a edição 2008 de Drei-Länder-Tour está anulada devido à retirada do principal patrocinador Sparkassen Versicherung.[11] Trata-se da quarta carreira profissional alemã a padecer esta sorte em 2008.

### Fevereiro
- 1 de fevereiro :
  - Como em 2007, a equipa Quick Step signo um duplicado na o Tour de Catar com Tom Boonen e Steven de Jongh na ambas primeiras andaduras do pódio.
  - RCS Deporte comunica a lista das equipas convidadas ao Giro d'Italia. Quatro equipas ProTour são excluídas : Astana Pro Team, Bouygues Telecom, Crédito agrícola e Team High Road. A formação italiana Acqua & Sapone do antigo vencedor do Giro Stefano Garzelli não será  também não à saída.[12]

- 3 de fevereiro : Hervé Duclos-Lassalle (Cofidis) consegue o Grande Prêmio Ciclista a Marsellesa, que lança a temporada ciclista europeia.

- 4 de fevereiro :
  - Os corredores do Tour de France de 2007 reclamam o pagamento de ordenados, bloqueadas enquanto a saída dos assuntos de dopagems.[13]
  - A equipa Team High Road reduz a sua sede de Bonn na Alemanha paa San Luis Bispo nos Estados Unidos (Califórnia). Definindo-se como uma equipa internacional, mantém a sua logística em Bonn.[14]

- 9 de fevereiro : o sprinter Alessandro Petacchi assina o seu quarto sucesso consecutivo no Grande Prêmio da Costa Etrusca, primeira carreira italiana do ano.

- 10 de fevereiro :
  - Ao termo da quinta etapa, o russo Yury Trofimov (Bouygues Telecom) consegue o Estrela de Bessèges.
  - Atacando no último quilómetro, o belga Philippe Gilbert (La Française des Jeux) adjudica-se o Troféu Mallorca com um ligeiro avanço nos sprinters Graeme Brown (Rabobank) e Robert Förster (Gerolsteiner).

- 11 de fevereiro : o australiano Graeme Brown bate ao sprint Denis Flahaut (Saunier Duval-Scott) e Gert Steegmans (Quick Step) durante o Troféu Calou Millor-Calou Bona.

- 12 de fevereiro : O Troféu Pollenca está conseguido por José Joaquín Rojas (Caixa de poupanças) ante Giovanni Visconti (Quick Step) e Philippe Gilbert.

- 13 de fevereiro :
  - Philippe Gilbert assina a sua segunda vitória no Challenge de Mallorca que ganha o Troféu Soller.
  - ASO anuncia a selecção das equipas convidadas a participar em Paris-Nice e faz saber que a equipa Astana Pro Team não participará em nenhuma das provas que organiza. Isso exclui sobretudo do Tour de France mantendo do título Alberto Contador, bem como Levi Leipheimer e Andreas Klöden.[15]
  - Após três edições entre 2005 e 2007, a Eindhoven Team Time Trial, ou contrarrelógio por equipas do ProTour, desaparece.[16]
  - Julian Dean dobra o seu título de Campeão da Nova Zelândia em estrada.[17]

- 14 de fevereiro :
  - A Audiência provincial de Madrid reabre o dossier do caso Puerto, classificado em março.[18]
  - Gert Steegmans ganha o Troféu Calvia. Philippe Gilbert é o vencedor final do Challenge de Mallorca.

- 15 de fevereiro : excluída da selecção num primeiro momento, Team High Road obtém um convite para o Giro d'Italia de 2008.[19]

- 16 de fevereiro : A primeira edição da Volta da Província de Grosseto está perturbada durante a sua segunda etapa por uma greve dos corredores protestantes contra a perigo do final do percurso.[20]

- 17 de fevereiro :
  - O Tour de Langkawi vê a vitória do moldavo Ruslan Ivanov (Serramenti PVC Diquigiovanni).
  - Após ter assinado a sua primeira vitória profissional durante a terceira etapa, o russo Alexandre Botcharov (Crédite agrícole) impõe-se à classificação final da Volta mediterrânea, ante David Moncoutié (Cofidis) e Michael Albasini (Liquigas).
  - O Volta da Província de Grosseto está conseguido por Filippo Pozzato (Liquigas), vencedor da primeira etapa.

- 19 de fevereiro : RCS Deporte anuncia as equipas seleccionadas para participar em Milão-Sanremo e Tirreno-Adriático. As equipas Astana Pro Team e Acqua & Sapone não fazem  marchada[21]

- 21 de fevereiro : à saída da quinta e última etapa, Pablo Lastras (Caixa de poupanças) consegue a Volta à Andaluzia ante o jovem francês Clément Lhotellerie (Skil-Shimano), líder da classificação geral durante uma jornada, e a australiano Cadel Evans, vencedor de etapa (Silencio-Lotto).

- 23 de fevereiro : o Troféu Laigueglia conclui-se por um sprint em massa conseguido pelo italiano Luca Paolini (Acqua & Sapone).

- 24 de fevereiro :
  - Levi Leipheimer (Astana Pro Team) impõe-se para a segunda vez na o Volta à Califórnia. David Millar e Christian Vande Velde (Slipstream Chipotle) completem o pódio.
  - O campeão da Bélgica Stijn Devolder (Quick Step) é o vencedor final da Volta ao Algarve, ante o francês Sylvain Chavanel (Cofidis) e o lituâno Tomas Vaitkus (Astana Pro Team).
  - O italiano Davide Rebellin impõe-se para a segunda vez no Tour du Haut-Var, batendo ao sprint os seus colegas de escapada Rinaldo Nocentini (AG2R La Mondiale) e Alexandre Botcharov (Crédito agrícola).
  - O estadounidense Katheryn Mattis adjudica-se a primeira manga da Copa do mundo em estrada, a Geelong World Cup.

- 27 de fevereiro :
  - O antigo corredor alemão medalhista de bronze do quilómetro dos Jogos Olímpicos de Seul em 1988 Robert Lechner confessa ter tido recurso ao dopagem durante a sua carreira.[22]
  - Apesar das pressões do UCI, as equipas decidem de participar em Paris-Nice.[23]
  - O Comité olímpico italiano requer dois anos de suspensão na contramão de Danilo Di Luca para um controle antidopagem positivo durante o Giro d'Italia 2007.[24]

- 28 de fevereiro : não-inscrita nos calendários do Union cycliste internationale, a carreira Paris-Nice estará organizada baixo o égide da Federação Francesa de Ciclismo.[25][26]

- 29 de fevereiro : a equipa continental profissional obtém estatuto de « wild card », permitindo-lhe estar convidada na as provas do ProTour.[27]. O Union cycliste internationale tem condicionado esta atribuição ao compromisso da equipa de não alinhar Frank Vandenbroucke.[28]

### Março
- 1 de março :
  - Após 50 quilómetros de escapada, Philippe Gilbert consegue o Het Volk, carreira de abertura da temporada ciclista belga.[29]
  - Rubén Plaza (Benfica) é o vencedor final da Volta da Comunidade valenciana.

- 2 de março :
  - O neerlandês Steven de Jongh impõe-se para a segunda vez na Kuurne-Bruxelas-Kuurne. A sua equipa, a Quick Step, faz uma demonstração à força que controla a carreira e localizando sete corredores entre os 21 primeiros à chegada.[30]
  - Ao Grande Prêmio de Lugano, Rinaldo Nocentini avança Davide Rebellin uma semana após ter-se inclinado por trás deste último à Tour du Haut-Var.
  - O argentino Juan José Haedo (Team CSC) consegue a Clássica de Almeria ao sprint ante ambos corredores de Rabobank Óscar Freire e Graeme Brown.

- 4 de março : o UCI ameaça de sanções os corredores que participariam na Paris-Nice.[31]

- 5 de março : quatro dias após o Het Volk, Philippe Gilbert (La Française des Jeux) consegue a Le Samyn ao sprint ante o seu compatriota Kevyn Ista (Agritubel).

- 8 de março :
  - O espanhol Alejandro Valverde (Caixa de poupanças) assina uma terceira vitória ao Volta a Múrcia, avançando Stefano Garzelli (Acqua & Sapone) de dois segundos e Alberto Contador (Astana Pro Team) de seis segundos.
  - Sobre a segunda edição do Sobe Paschi Eroica, o suíco Fabian Cancellara bate o italiano Alessandro Ballan com que tem atacado a dez quilómetros da chegada.
  - As equipas ciclistas decidem de participar em Paris-Nice, apesar das ameaças do UCI.[32]

- 9 de março : vencedor da terça e última etapa, o neerlandês Bobbie Traksel (P3Transfer - Batavus) consegue os Três Dias de Flandres-Ocidental. O belga Niko Eeckhout (Topsport Vlaanderen) e o russo Sergueï Ivanov (Astana Pro Team) completem o pódio.

- 12 de março : o primeiro Volta Ivoriana da Paz vê a vitória do francês Rony Martias (Bouygues Telecom). O seu colega e compatriota Sébastien Turgot, terminando com o mesmo tempo, está classificado segundo.

- 13 de março : a sociedade Computer Sciences Corporation anuncia o final da sua cooperação com a equipa de Bjarne Riis Team CSC.[33][34]

- 16 de março :
  - O Italiano Davide Rebellin Gerolsteiner é o vencedor final de Paris-Nice, ante Rinaldo Nocentini (AG2R La Mondiale) e Yaroslav Popovych (Silencio-Lotto).
  - Durante a última etapa de Paris-Nice, os corredores tomam a saída em atraso com o fim de protestar contra o controle anti-dopagem padecido pelo corredor belga Kevin Van Impe enquanto era ao crématorium.[35]
  - Santarem

- 18 de março :
  - Vencedor do contrarrelógio a antes deste, Fabian Cancellara (Team CSC) consegue a Tirreno-Adriático à saída da sétima etapa. Enrico Gasparotto (Barloworld) e Thomas Lövkvist (Team High Road) são segundo e terceiro.
  - Após um breve regresso no pelotão profissional na a Volta à Califórnia e uma vã tentativa de participar em Milão-Sanremo, Mario Cipollini acaba a sua colaboração com a equipa Rock Racing.[36]

- 19 de março : o Belga Wouter Weylandt (Quick Step) consegue ao sprint a Nokere Koerse, ante Jürgen Roelandts (Silencio-Lotto) e André Greipel (Team High Road).

- 20 de março : conforme a este que Amaury Sport Organisation tinha anunciado anteriormente, a equipa Astana Pro Team não é convidada ao Tour de France de 2008. Indignado o conjunto das outras equipas ProTour, as equipas continentais profissionais Agritubel, Barloworld, Slipstream Chipotle recebam um convite.

- 21 de março : sem equipa desde o desaparecimento de Discovery Channel, Allan Davis está contratado pela equipa belga Mitsubishi-Jartazi.[37]

- 22 de março :
  - Atacando a dois quilómetros da chegada, Fabian Cancellara (Team CSC) adjudica-se a clássica italiana Milão-Sanremo com quatro segundos de antemão a um grupo regulado ao sprint por Filippo Pozzato (Liquigas) e Philippe Gilbert (La Française des Jeux). Após o Sobe Paschi Eroica e Tirreno-Adriático, trata-se da terceira vitória consecutiva para o corredor suíço.
  - O lituano Tomas Vaitkus (Astana Pro Team) avança ao sprint Wouter Weylandt (Quick Step e Bobbie Traksel (P3Transfer-Batavus) ao Volta do Groene Hart.
  - O estono Janek Tombak (Mitsubishi-Jartazi) consegue a Cholet-País de Loire ante Bert De Waele (Landbouwkrediet - Tönissteiner) e Émilien-Benoît Bergès (Agritubel).

- 24 de março :
  - A Volta a Colónia está anulado devido às quedas de neves.[38]
  - O espanhol Daniel Moreno íntegrou a equipa Caixa de poupanças.[39] Duodécimo da Volta a Espanha de 2007, era sem empresário desde o desaparecimento da equipa Relax-GAM.

- 26 de março : baixo a chuva, a prova flandrienne Através das Flandres está conseguida pela primeira vez por um francês, Sylvain Chavanel (Cofidis), que impõe em solitário.

- 27 de março : o Agência mundial antidopagem (AMA) decide de retirar do projecto de passaporte sanguíneo do UCI, argumentando da acção em justiça entablada pela federação internacional contra Dick Pound, antigo presidente do AMA[40]

- 28 de março : como em 2007, o líder de Astana Pro Team Alberto Contador é vencedor da Volta a Castela e Leão, após ter ganhado duas etapas. Avança o colombiano Mauricio Soler (Barloworld) e o neerlandês Thomas Dekker (Rabobank).

- 29 de março :
  - O norueguês Kurt Asle Arvesen (Team CSC) sucede ao quadruple vencedor Tom Boonen ao palmarés do E3 Harelbeke, chegando a Harelbeke com cinco segundos de antemão na David Kopp (Ciclo Collstrop) e Greg Van Avermaet (Silencio-Lotto).
  - Tendo tomado a cabeça da classificação geral a antes-vela graças a sua vitória de etapa em montanha, Cadel Evans impõe-se na Semana internacional Coppi e Bartali.

- 30 de março :
  - Jens Voigt (Team CSC) consegue para a quarta vez o Critérium Internacional. Sem conseguir de etapa, o corredor alemão distancia ao seu colega Gustav Larsson e o espanhol Luis León Sánchez (Caixa de poupanças).
  - Quatro dias após Através de Flandres, Sylvain Chavanel ganha a Flecha Brabança, superando novamente só a linha de chegada.
  - O GP Llodio vê a vitória em solitária da Espanhol Héctor Guerra da equipa portuguesa Liberty Seguros.

### Abril
- 3 de abril : vencedor da última etapa corrida contrarrelógio, o neerlandês Joost Posthuma (Rabobank) consegue os Três Dias de Bruges–De Panne. Avança os italianos Manuel Quinziato (Liquigas) e Enrico Gasparotto (Barloworld) à classificação geral.

- 4 de abril : o belga Kevyn Ista (Agritubel) impõe-se ao sprint na estrada Adélie, ante Benoît Vaugrenard (La Française de Jeux).

- 5 de abril :
  - A equipa Team High Road realiza um duplicado no Hel van het Mergelland com Tony Martin e Adam Hansen, chegados com para perto de sete minutos de antemão na seus perseguidores.
  - Para a segunda vez, Fabian Wegmann (Gerolsteiner) ganha o Grande Prêmio Miguel Indurain.

- 6 de abril : Danilo Di Luca é o vencedor final da Semana ciclista Lombarde, dois dias após ter tirado a quarta etapa. Avança à classificação geral suas colegas de LPR Brakes Paolo Savoldelli e Daniele Pietropolli.

### Julho
- 1 de julho : a federação monégasca de ciclismo pronuncia uma suspensão de dois anos na contramão do dinamarquês Michael Rasmussen por ter faltado vários controles antidopagems. Esta suspensão curta a contar da 25 de julho  de  2007, data da sua exclusão do Tour de France.[41]
- 11 de julho : o Espanhol Manuel Beltrán, corredor da equipa italiana Liquigas, está controlado positivo ao EPO à saída da primeira etapa da Volta.[42]e posto fora de-carreira pela sua equipa após a 7. ª etapa e a tarde. Dos medicamento estão levadas em seu hotel pela polícia.
- 13 de julho : Thomas Rohregger adjudica-se o Volta à Áustria
- 16 de julho :
  - Os 17 equipas ProTour presentes ao Tour de France anuncia que não renovarão a sua licença ProTour em 2009.
  - O Espanhol Moisés Dueñas é controlado igualmente positivo ao EPO à saída da etapa do contrarrelógio disputada em Cholet em 8 julho  de . O corredor da equipa Barloworld, primeiro da sua equipa à classificação geral está posto fora de carreira pela sua equipa desde o anúncio deste resultado.[43]
- 17 de julho : Riccardo Riccò está controlado positivo ao EPO. A sua equipa, Saunier Duval-Scott, retira-se do Tour de France.[44]
- 18 de julho : Riccardo Ricco e Leonardo Piepoli estão despedidos pela equipa Saunier Duval-Scott.[45]
- 20 de julho : o Americano Tyler Hamilton ganha o Tour do lago Qinghai, o seu primeiro sucesso desde 2004.
- 25 de julho
  - A formação Saunier Duval-Scott resulta Scott-American Beef.[46]
  - O russo Vladimir Gusev está despedido pela formação Astana Pro Team devido a irregularidades reveladas por testes médicos internos.[47]
- 27 de julho : o espanhol Carlos Sastre (CSC-Saxo Bank) consegue o Tour de France. Avança Cadel Evans (Silencio-Lotto) e Bernhard Kohl (Gerolsteiner).
- 28 de julho : o controle antidopagem padecido por Marta Bastianelli à saída do Campeonato Europeu está anunciado positivo à flenfluramine.[48]. O BTTiste Peter Riis Andersen é controle positivo ao EPO[49]
- 30 de julho :
  - Sergueï Ivanov consegue a Volta a Valônia
  - Kori Seehafer (Menikini-Selle Italia-Másteres Cor) consegue o Open da Suécia Vårgårda, oitavo cabo da Copa do mundo.
- 31 de julho :
  - Os corredores italianos Paolo Bossoni e Giovanni Carini têm feito o objeto de um controle antidopagem positivo ao EPO por motivo das campeonato da Itália de Ciclismo em Estrada.[50]
  - Seis corredores amadoras da União desportista lamentinoise, bem como umas sétimas pessoas, estão localizadas em guarda à vista como consequência de um embargo aduaneira, dois dias antes o Tour de Guadalupe ao qual têm que participar.[51]

### Agosto
- 1 de agosto :
  -     - 6 corredores estão controlados positivos na Volta a Colômbia : Giovanni Barriga, Hernán Buenahora, Camilo Gomez, Juan Guillermo Castro, Rafael Montiel e Carlos Ospina Hernandez.

  - A equipa Cervélo Lifeforce Pro Cycling Team consegue o contrarrelógio por equipa do Open da Suécia Vårgårda, nono cabo da Copa do mundo.

- 2 de agosto : Alejandro Valverde consegue a Clássica de San Sebastián ante Alexandr Kolobnev e Davide Rebellin.
- 9 de agosto : o espanhol Samuel Sánchez consegue a medalha da Ciclismo em estrada nos Jogos Olímpicos em Pequim. Avança Davide Rebellin e Fabian Cancellara.
- 10 de agosto : a britânico Nicole Cooke consegue a medalha da Ciclismo em estrada nos Jogos Olímpicos em Pequim. Avança Emma Johansson e Tatiana Guderzo.
- 13 de agosto : Suíça Fabian Cancellara e a Americana Kristin Armstrong são sagrados campeões olímpicos do contrarrelógio. Avançam respectivamente Gustav Larsson e Levi Leipheimer, e Emma Pooley e Karin Thürig.
- 17 de agosto : Luza Keller (Columbia Women) consegue a Route de France Feminina.
- 24 de agosto : Fabiana Luperini impõe-se ao Grande Prêmio de Plouay Feminino, décima prova da Copa do Mundo de Ciclismo em Estrada Feminina de 2008
- 25 de agosto : Pierrick Fédrigo (Bouygues Telecom) ganha o grande Prêmio de Plouay
- 27 de agosto : José Iván Gutiérrez (Caixa de poupanças) consegue o seu segundo Eneco Tour consecutivo

### Setembro
- 6 de setembro : o alemão Linus Gerdemann (Team Columbia) impõe-se na Volta da Alemanha.

- 7 de setembro : Robbie McEwen consegue a sua primeira clássica, a Vattenfall Cyclassics em Hamburgo.

- 9 de setembro : o sextuplo vencedor do Tour de France Lance Armstrong anunciou o seu regresso à competição em 2009

- 23 de setembro : a primeira jornada das campeonatos mundiais de Ciclismo em Estrada em Varèse vejam a vitória da italiano Adriano Malori no contrarrelógio esperanças.

- 24 de setembro : o estadounidense Amber Neben é campeã do mundo do contrarrelógio. Bate Christiane Soeder e Judith Arndt.

- 25 de setembro : o alemão Bert Grabsch cria a surpresa em decorrer o título de campeão do mundo do contrarrelógio. Avança o canadiano Svein Tuft e o americano David Zabriskie.

- 26 de setembro : o colombiano Fabio Duarte é o novo campeão do mundo esperanças em estrada.

- 27 de setembro : após ter conseguido a Ciclismo em estrada dos Jogos Olímpicos, a britânica Nicole Cooke consegue o Campeonato do mundo em estrada ante Marianne Vos e Judith Arndt.

- 28 de setembro : o italiano Alessandro Ballan é consagrado campeão do mundo em estrada. Avança o seu compatriota Damiano Cunego e o dinamarquês Matti Breschel.

### Outubro
- 5 de outubro : Francesco Masciarelli (Acqua & Sapone) consegue o Tour de Lacio.

- 6 de outubro : de novas análises descobrem rastros de CERA nas amostras de Leonardo Piepoli e Stefan Schumacher extraídos durante o Tour de France.

- 9 de outubro : o austríaco Bernhard Eisel vence a Paris Bourges. À saída desta última manga, Jérôme Pineau está declarado vencedor da Copa da França de Ciclismo em Estrada de 2008.

- 12 de outubro : Philippe Gilbert, que disputa a sua última carreira nas cores de La Française des Jeux, oferta a Marc Madiot em presente de saída a clássica Paris-Tours. Avança outro belga Jan Kuyckx e o francês Sébastien Turgot.

- 13 de outubro : Bernhard Kohl é controlado a sua vez positivo CERA durante a Volta.

- 16 de outubro : como consequência dos novos casos de dopagem, os canais de televisão pública alemã ARD e ZDF decidam de não retransmitir o Tour de France de 2009 e os organizadores da Volta da Alemanha e a Federação Alemã de Ciclismo (BDR) anunciam a anulação da edição 2009.[52]

- 18 de outubro : o italiano Damiano Cunego consegue em solitário o Giro de Lombardia, a última carreira europeia da temporada. O esloveno Janez Brajkovič e o colombiano Rigoberto Urán completem o pódio.

- As classificações de final de temporada têm devolvido os seus veredictos, o UCI ProTour está conseguido pelo espanhol Alejandro Valverde, a Copa do mundo feminina pela alemã Judith Arndt. Nicholas White (África do Sul) consegue o UCI Africa Tour, Manuel Medina (Venezuela) o UCI America Tour, Hossein Askari (Irão) o UCI Asia Tour, Enrico Gasparotto (Itália) o UCI Europe Tour e Hayden Roulston (Nova Zelândia) o UCI Oceania Tour.

### Novembro
- 26 de novembro : gravação das 18 equipas ProTour pelo UCI.[53]

### Dezembro
- 2 de dezembro : gravação das equipas continentais profissionais pelo UCI.[54]

## Eventos programados

### Temporada ProTour
- De 20 janeiro  de  a 5 outubro  de

- De 24 fevereiro  de  a 16 setembro  de

### J.O.
- De 6 agosto  de  à 24 agosto  de  : Carreiras olímpicas homens e mulheres nos J.O. 2008 em Pequim.

### Grandes Voltas
- Tour de France :  Carlos Sastre (Team CSC).
- Giro d'Italia  :  Alberto Contador (Astana Pro Team).
- Volta a Espanha  :  Alberto Contador (Astana Pro Team).

## Principais clássicos
- Milão-Sanremo :  Fabian Cancellara (CSC)
- Volta à Flandres :  Stijn Devolder (Quick Step)
- Gante-Wevelgem :  Óscar Freire (Rabobank)
- Paris-Roubaix :  Tom Boonen (Quick Step)
- Amstel Gold Race :  Damiano Cunego (Lampre)
- Flecha wallonne :  Kim Kirchen (High Road)
- Liège-Bastogne-Liège :  Alejandro Valverde (Caixa de poupanças)
- Clássica de San Sebastián :  Alejandro Valverde (Caixa de poupanças)
- Paris-Tours :  Philippe Gilbert (La Française des Jeux)
- Giro de Lombardia :  Damiano Cunego (Lampre)

### Eventos
- Campeonato Mundial de Ciclismo em Estrada de 2008 .
- Campeonato do mundo de ciclocross 2008.
- Campeonato Mundial de Ciclismo em Pista de 2008 de 26 a 30 março  de .

## Principais campeões nacionais
- Alemanha : Fabian Wegmann (Gerolsteiner).
- Austrália : Matthew Lloyd (Silencio-Lotto).
- Bélgica : Jürgen Roelandts (Silencio-Lotto).
- Dinamarca :  Nicki Sørensen (Team CSC).
- Espanha : Alejandro Valverde (Caixa de poupanças).
- Estados Unidos : Tyler Hamilton (Rock Racing).
- França :  Nicolas Vogondy  (Agritubel).
- Grã-Bretanha : Robert Hayles.
- Itália : Filippo Simeoni (Flaminia-Bossini).
- Luxemburgo : Fränk Schleck (Team CSC).
- Noruega :  Kurt Asle Arvesen (Team CSC).
- Países Baixos :  Lars Boom  (Rabobank).
- Rússia :  Sergueï Ivanov (Astana Pro Team).
- Suíça : Markus Zberg (Gerolsteiner).

## Principais óbitos
- 7 de janeiro : John Braspennincx, corredor neerlandês, 94 anos.
- 15 de janeiro : Jason MacIntyre, corredor britânico, 34 anos.
- 31 de janeiro : Gary Wiggins, corredor australiano, 55 anos.
- 9 de fevereiro : Frans Brands, corredor belga, 67 anos.
- 15 de fevereiro : Marcel Hendrickx, corredor belga, 82 anos.
- 28 de março : Valentino Fois, corredor italiano, 34 anos.
- 11 de maio : Bruno Neves, ciclista português, 26 anos.
- 26 de maio : Daniel Van Ryckeghem, corredor belga, 62 anos.
- 14 de julho : Denis Kudashev, corredor russo, 27 anos.
- 18 de julho : Édouard Fachleitner, corredor francês, 87 anos.
- 21 de outubro : Alex Close, corredor belga, 86 anos.